# Jandiali
Jandiali é uma aldeia no distrito de Shaheed Bhagat Singh Nagar, do estado de Punjab, Índia. Ela está localizada a 7,7 quilómetros de distância de Chachoki, a 33 quilómetros de Nawanshahr, a 30 quilómetros da sede do distrito Shaheed Bhagat Singh Nagar e a 123 quilómetros da capital Chandigarh. A aldeia é administrada por um Sarpanch, um representante eleito da aldeia.

## Demografia
Desde 2011, Jandiali tem um número total de 438 casas e uma população de 2115 elementos, dos quais 1115 são do sexo masculino e 1000 são do sexo feminino de acordo com o relatório publicado pelo Censo da Índia em 2011. A taxa de alfabetização de Jandiali é 81.39%, superior à media do estado, que é de 75.84%. A população de crianças sob a idade de 6 anos é de 191, que é 9.03% da população total de Jandiali, e a relação do sexo das criança é aproximadamente 769, quando comparada à média do estado de Punjab de 846. A maioria das pessoas é de Schedule Caste, constituindo cerca de 62.65% da população da ilha. De acordo com o relatório publicado pelo Censo da Índia em 2011, 778 pessoas estavam envolvidas em actividades de trabalho fora da população total de Jandiali que inclui 630 homens e 148 mulheres. De acordo com o relatório de pesquisa de censo de 2011, 82.26% dos trabalhadores descrevem seu trabalho como principal trabalho e 17.74% dos trabalhadores estão envolvidos na actividade marginal, que fornece subsistência por menos de 6 meses.

## Transporte
A estação ferroviária de Mandhali é a estação de comboio mais próxima, no entanto, a estação ferroviária de Phagwara Junction fica a 7,6 quilómetros de distância da aldeia. O Aeroporto de Sahnewal é o aeroporto doméstico mais próximo, encontrando-se a 53 quilómetros, em Ludhiana, e o aeroporto internacional mais próximo fica situado em Chandigarh. Outro aeroporto internacional, o de Sri Guru Ram Dass Jee, é o segundo aeroporto internacional mais próximo, que fica a 124 quilómetros.